# 川澄祐勝
川澄 祐勝（かわすみ ゆうしょう、1931年（昭和6年） - 2017年（平成29年）10月10日）は、日本の真言宗の僧侶。高幡山明王院金剛寺第三十三世貫主。

## 来歴・人物
埼玉県秩父郡皆野町に生まれる。法政大学経済学部を卒業後、1956年（昭和31年）に高幡山明王院金剛寺に入山する。総務部長・執事長を経て、1989年（平成元年）に貫主に就任する。日本一と伝えられる丈六不動三尊（重文）の修復、身代わり丈六不動三尊の造立、宝輪閣・奥殿の建立等、一貫して一山の興隆、文化財の保護に尽力する。また、東日本大震災で被災した宮城県名取市の観音寺の再建を全面支援する。
2005年（平成17年）に密教教化賞を受賞する。
2017年（平成29年）10月10日に死去、享年86。

## 著書
- 『叱られる幸せ』（サンマーク出版、2009）

### 句集
- 『煤掃』（角川書店、1991）
- 『風鐸』（KADOKAWA、1998 ）
- 『御廟みち』（富士見書房、2007）